# Gregorio Alcalá-Zamora Caracuel
Gregorio Francisco de la Natividad de Nuestro Señor Jesucristo Alcalá-Zamora Caracuel (Priego de Córdoba, 24 de diciembre de 1825-Madrid, 28 de febrero de 1894), fue un militar, jurista y político español. 

## Biografía
Nacido el 24 de diciembre de 1825 en Priego de Córdoba, era hijo de Gregorio José Alcalá-Zamora García, hacendado, y de su esposa María de Santa Engracia Caracuel Serrano. Era nieto de José de Alcalá Zamora y de Rita Secundina García Vallejo, ambos de Priego; y de Luis Caracuel Ruiz, natural de Priego, y María Ignacia Serrano Espínola, natural de Montilla, por parte materna.
Casado con Rosa Sáez Boyer, tuvo dos hijas, Enriqueta y Ángeles. Enviudó en 1877 y más tarde contrajo nuevas nupcias con María Pimentel Madrid. Falleció en Madrid el 28 de febrero de 1894, a los 68 años.
Era tío de Niceto Alcalá-Zamora, presidente de la II República Española.

### Trayectoria profesional
Ingresa como cadete, en calidad de noble, en la Academia Militar de Segovia y obtiene más tarde el título de licenciado en derecho, como su hermano José Eustaquio, que fue presidente de la Diputación Provincial de Córdoba. 
Por Decreto de 18 de julio de 1872 es nombrado ministro togado del Consejo Supremo de la Guerra, durante el reinando de Amadeo I de Saboya, tomando posesión de su plaza el día 22 de julio de ese mismo año.

### Trayectoria política
En 1856, por disposición de la Autoridad Militar, cesa en su cargo de diputado provincial, que había ocupado desde 1854, etapa en la que lucha denodadamente contra la epidemia de cólera, razón por la que, en 1871, se le abriría expediente para su condecoración. En 1862 es regidor síndico del Ayuntamiento de Priego de Córdoba y, de nuevo, diputado Provincial. 

#### Revolución de 1868
Junto a sus hermanos Luis y Juan interviene activamente en la Revolución del 22 de septiembre de 1868 que destronó a Isabel II. Organiza la Junta Local Revolucionaria constituida en Priego de Córdoba y consigue la dimisión de Francisco Valverde, alcalde conservador. Fue nombrado gobernador civil de varias provincias: Cádiz, Granada y Valladolid.
El 18 de julio de 1872 es nombrado ministro togado del Consejo Supremo de la Guerra, cargo que desempeñó hasta el 30 de mayo de 1873, fecha en que cesa debido a los cambios legales en el derecho a pasar a la situación de reemplazo de los pertenecientes a este cuerpo. Con esa fecha de 1873, el presidente del poder ejecutivo de la República lo declara en situación de reemplazo en Madrid, con un sueldo anual de 6200 pesetas, la mitad del sueldo que disfrutó en activo.
En agosto de 1872 el Partido Radical de la provincia de Córdoba lo proclama candidato por Priego para la elección de diputados. Tras la abdicación de Amadeo de Saboya, firma con José Echegaray, Martos y otros políticos un manifiesto de adhesión a la I República.

#### Senador vitalicio
Elegido senador por la provincia de Córdoba en septiembre de 1881, junto a Pedro Sánchez Mora y el duque de Hornachuelos, entre los documentos que figuran en el archivo del Senado aparece un acta en la que se detallan sus ingresos, que apenas llegan a 7500 pesetas anuales, como eran exigibles. Desde 1883 será senador vitalicio por decreto del rey Alfonso XII, aunque la Comisión permanente de actas del Senado rechazó el nombramiento por defectos de forma. Concluyó que no había cumplido dos años en el Consejo Supremo de la Guerra como era preceptivo. Efectivamente, había cesado de su cargo de ministro togado del Consejo Supremo de la Guerra el 30 de mayo de 1873. 
En una intervención al pleno el Senado, Gregorio Alcalá-Zamora expuso los problemas de orden público en Priego de Córdoba ante las inminentes elecciones del 3 de mayo de 1883. «Su alcalde —viene a decir el senador— ha mancillado la ley y ha ignorado las quejas de mi propio hermano».
En 1884, en casa del duque de la Torre, se prepara la candidatura para las elecciones de diputados a Cortes. Por la circunscripción de la capital cordobesa iría el marqués de los Castellones; Chinchilla, por Montilla; Ulloa, por Cabra; y Gregorio Alcalá-Zamora por Priego de Córdoba. Fue nombrado por fin senador vitalicio el 2 de junio de 1886 con un voto particular en contra de los senadores Juan Magaz y Emilio Bravo.

## Reconocimientos
- Cruz de la Orden de Isabel la Católica ( España).